# ソン・ソヒ
ソン・ソヒ（송소희、1997年10月20日 - ）は、韓国伝統音楽歌手である。

## 受賞歴
- 2004年 全国時調競唱大会 大賞
- 2008年 KBS「全国のど自慢」大賞
- 2010年「韓国を輝かせた誇るべき韓国人」大賞